# New World Interactive
New World Interactive é uma desenvolvedora americana de jogos eletrônicos, fundada em 2010 por Jeremy Blum, em Denver, Colorado. A empresa é conhecida principalmente pelos seus jogos: Insurgency, Day of Infamy e Insurgency: Sandstorm. 
Em fevereiro de 2019, a New World Interactive anunciou que se expandiu com um novo estúdio chamado New World North em Calgary, Alberta, Canadá.

## História
Jeremy Blum e Andrew Spearin começaram a desenvolver a empresa em um mod de conversão para o mecanismo Source, chamado Insurgency: Modern Infantry Combat. Em 2002, começou a ser desenvolvido por Andrew Spearin depois de experiências da vida real no exército canadense. Jeremy Blum, fundador da Red Orchestra Mod, juntou-se à equipe junto com outros desenvolvedores da Red Orchestra para trabalhar no Insurgency Mod completo. A empresa foi fundada em 2010 e o mod Insurgency foi publicado sob a nova empresa.
Após o grande sucesso do Insurgency, a NWI começou a desenvolver o Day of Infamy, outro FPS Hardcore Tactical. Esse jogo foi ambientado no teatro europeu durante a Segunda Guerra Mundial, apresentando locais como a Sicília, Alemanha, França e Reino Unido. Além do número de mapas, armas e gadgets, o jogo também apresentava uma opção de Suporte ao Fogo. Essa nova adição permitiu que ativos defensivos, ofensivos e de apoio fossem chamados, como corridas de bombardeio, barragens de artilharia e caixas de suprimentos. O desenvolvimento no Day of Infamy começou em 2016 com o mod Insurgency, e depois, foi considerado como jogo independente.
Depois do início do desenvolvimento do Day of Infamy, a NWI assumiu um novo projeto de levar a experiência do Insurgency para um mecanismo moderno, o Unreal Engine 4. Anos depois, Michael Tsarouhas rejeitou o desenvolvimento de Sandstorm. Foi lançado após um longo atraso e vários estágios beta em 12 de dezembro de 2018.

## Jogos
- Insurgency (2014)[3]

- Day of Infamy (2017)[4]

- Insurgency: Sandstorm (2018)[5]